# Mai Murakami
Mai Murakami (jap. 村上茉愛; ur. 5 sierpnia 1996 r. w Sagamiharze) – japońska gimnastyczka, mistrzyni świata.
Gimnastykę zaczęła uprawiać w wieku dwóch lat. Będąc małym dzieckiem występowała w japońskich serialach i reklamach.

## Igrzyska olimpijskie
Na swoich pierwszych igrzyskach w Rio de Janeiro wzięła udział w pięciu konkurencjach. W zawodach drużynowych zajęła czwarte miejsce. W indywidualnych zawodach w finale znalazła się wieloboju, zajmując czternastą pozycję oraz w ćwiczeniach wolnych, które zakończyła na siódmym miejscu. W rywalizacji na poręczach asymetrycznych i równoważni nie zdołała się zakwalifikować do decydujących ćwiczeń.